# کری وایبورن
کری وایبورن (انگلیسی: Kerry Wyborn؛ زادهٔ ۲۲ دسامبر ۱۹۷۷) بازیکن سافت‌بال اهل استرالیا است.